# Copa de Oro 1996
La Copa de Oro 1996 è stata la terza e ultima edizione del trofeo, ed è stata vinta dal Flamengo.

## Formula
I club qualificati sono i vincitori delle competizioni CONMEBOL del 1995-1996, più il Flamengo, secondo classificato in Supercoppa Sudamericana 1995, che partecipa in luogo dell'Independiente, vincitore della competizione. Le 4 squadre si affrontano in un torneo a eliminazione diretta, con semifinali e finale in gara unica. Tutti gli incontri si svolgono a Manaus.

## Partecipanti
| Squadra         | Torneo vinto                       |
| --------------- | ---------------------------------- |
| Grêmio          | Coppa Libertadores 1995            |
| Flamengo        | 2º in Supercoppa Sudamericana 1995 |
| Rosario Central | Coppa CONMEBOL 1995                |
| San Paolo       | Coppa Master di Coppa CONMEBOL     |

## Tabellone
|  | Semifinali      | Semifinali      | Semifinali |           |          | Finale   | Finale | Finale |  |
|  |                 |                 |            |           |          |          |        |        |  |
|  | Flamengo        | Flamengo        | 2          |           |          |          |        |        |  |
|  | Flamengo        | Flamengo        | 2          |           |          |          |        |        |  |
|  | Rosario Central | Rosario Central | 1          |           |          |          |        |        |  |
|  | Rosario Central | Rosario Central | 1          |           | Flamengo | Flamengo | 3      |        |  |
|  |                 |                 |            |           | Flamengo | Flamengo | 3      |        |  |
|  |                 |                 | San Paolo  | San Paolo | 1        |          |        |        |  |
|  | San Paolo       | San Paolo       | San Paolo  | San Paolo | 1        | 2        |        |        |  |
|  | San Paolo       | San Paolo       |            |           |          |          |        |        |  |
|  | Grêmio          | Grêmio          | 1          |           |          |          |        |        |  |

## Incontri

### Semifinali
| Manaus 13 agosto 1996                                                     | Flamengo  | 2 – 1              | Rosario Central | Vivaldão |
| \| \| \| \| \| Fábio Baiano 7’, 63’ \| Marcatori \| 10’ Bustos Montoya \| |           |                    |                 |          |
|                                                                           |           |                    |                 |          |
| Fábio Baiano 7’, 63’                                                      | Marcatori | 10’ Bustos Montoya |                 |          |

| Arbitro: | Aquino |

|                        |           |             |
| Adriano 52’ Müller 59’ | Marcatori | 63’ Emerson |

### Finale
| Arbitro: | González |

| |            | |
| Sávio 16’ (rig.), 57’, 82’ | Marcatori  | 36’ Aristizábal |
| · Roger P Paulo César D Fabiano D Ronaldão D · Gilberto D Márcio Costa C · Mancuso C b Fábio Baiano C · a Nélio C · Marques A Sávio A · A disposizione: · b Iranildo A · a Athirson C | Formazioni | · P Rogério Ceni · D Luzinho Netto · D Pedro Luiz · D Bordon D Guilherme 60’ C Edmílson · C Belletti a C Sandoval b C André Luiz A Aristizábal A Valdir Bigode c · A disposizione: · C Fábio Mello a · C Adriano b A França c |
| Joel Santana | Allenatori | Carlos Alberto Parreira |

## Verdetti

### Squadra vincitrice
| Copa de Oro 1996     |
| -------------------- |
| Flamengo (1º titolo) |